# 研数学館

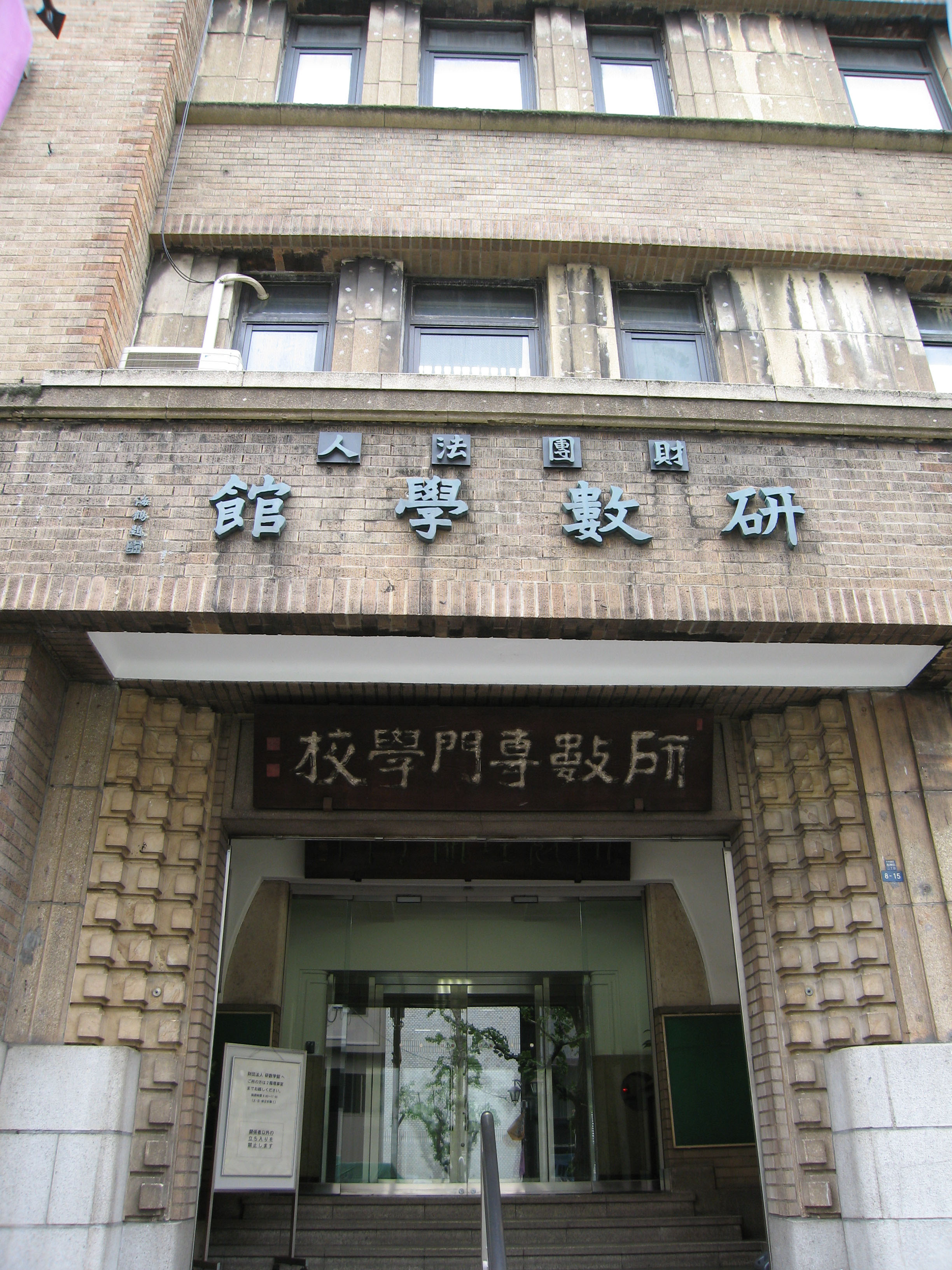
研数学館

一般財団法人研数学館（いっぱんざいだんほうじんけんすうがっかん）は、理学の研究と教育を支援する一般財団法人。東京都千代田区西神田二丁目に本部を置く。設立時のモットーは「研数理開宇宙（数理を研（みが）き宇宙を開く）」。
2000年（平成12年）3月末まで、東京都、千葉県、埼玉県で大学受験予備校を経営した。

## 概要
1897年（明治30年）に奥平浪太郎が開校した数学の私塾を創始とする。1941年（昭和16年）に文部大臣から財団法人研数学館の設立許可を得、理数系の旧制専門学校「研数専門学校」を設立した。学制改革で1955年（昭和30年）に大学受験専門の総合予備学校となる。最盛期に東京校本部校舎・本郷校舎、津田沼校、春日部校の3校を展開し、のちに本郷校舎と春日部校舎は閉校した。
戦争中は、理系専門学校として徴兵猶予の目的で入学する学生を受け入れて知られた。
戦後は旧制専門学校の多くが新制大学に昇格したが、本校は大学受験予備校として存続して学校法人へ移行しなかった。大学受験生が減少し、2000年3月末に予備校業務を終了して東京校と津田沼校を閉校した。
現在も法人本部は東京校本部校舎に所在するが、本館とA館は、日本大学法学部8号館として、かつては文化学院へ、2005年1月までは大正大学へ、別館は居酒屋和民へ、B館はかつて資格指導のクレアールへ、それぞれ賃貸した。東京校本郷校舎は隣接する学校法人昭和一高学園へ、津田沼校は河合塾へ、それぞれ売却した。東京校本部校舎所在地は、日本人が初めて設立した私立女子教育機関の跡見学校が設立された場所である。
現在は所有不動産からの収益で理学研究者の支援を目的とする一般財団法人で、おもに教員を対象に「連続セミナー」と題する講演会などを催す。講師は坪田耕三ほか。

## 沿革
- 1897年 - 奥平浪太郎が数学専門の私塾を創始する。
- 1919年 - 英語科を併設する。
- 1922年 - 関東大震災で校舎を焼失するも2か月後に授業を再開する。
- 1929年 - 鉄筋コンクリート地下1階、地上4階の新校舎（現在の東京校舎本館）が完成する。
- 1941年 - 文部大臣から財団法人研数学館の設立許可を得て、理数系専門学校「研数専門学校」を設立する。
- 1942年 - 物理科、数学科を設置する。
- 1943年 - 電気通信科を設置する。
- 1950年 - 短期大学の設置を申請するが断念する[2]。
- 1952年 - 各種学校の認可を受ける。
- 1955年 - 学制改革で研数専門学校は自然廃校となり、大学受験の専門総合予備校となる。
- 1960年 - 鉄筋コンクリート4階建ての新館（現在の東京校舎A館）が完成する。
- 1979年 - 文京区本郷に地下2階地上4階の本郷校舎が完成して化学実験室を設置する。
- 1985年 - 千葉県習志野市に地下1階地上8階の津田沼校舎を開校する。
- 1988年 - 東京校本部校舎に地下1階地上5階の東京校本部校舎B館が完成する。
- 1990年 - 7月に津田沼校舎新館が完成する。
- 1994年 - 埼玉県春日部市に地上5階の春日部校を開校する。
- 1997年 - 創立100周年を迎え、本郷校舎を閉校する。
- 1998年 - 春日部校を閉校する。
- 2000年 - 3月末に東京校と津田沼校を閉校して予備校業務を終え、理学研究者支援活動に専念する。
- 2012年 - 4月1日、公益法人制度改革に伴い、一般財団法人へ移行する。

## 在籍歴がある著名人
- 小汀利得
- 北村太郎
- 小堺一機
- 椎名悦三郎
- 椎名誠
- 高橋健一
- 田中角栄
- 田村隆一
- 蓮實重彦
- 宮澤清六
- 松本幸四郎
- 猿橋勝子

## 出講経験がある著名講師
- 橋元淳一郎 - 現在は東進ハイスクール講師。
- 岡野雅司
- 椎名（千明）守
- 板野博行
- 石綿夏委也
- 西谷昇二 - 現在は代々木ゼミナール講師。
- 藤田健司 - 現在は代々木ゼミナール講師。
- 須田努
- 稲田真乗
- 鳥居塚信貴
- 柳谷晃
- 斗鬼正一